# Concepcion (Tarlac)
Pour les articles homonymes, voir Concepcion.
Concepcion est une localité de la province de Tarlac, aux Philippines. En 2015, elle compte 154 188 habitants.